# Okręty podwodne typu IXC/40
Okręty podwodne typu IXC/40 – niemieckie oceaniczne okręty podwodne dalekiego zasięgu z czasów II wojny światowej. Okręty tego typu dysponowały nieco większym zasięgiem i cięższym uzbrojeniem przeciwlotniczym niż jednostki typu IXC.